# Les Croisés du cosmos
Les Croisés du cosmos (titre original : The High Crusade) est un roman de science-fiction écrit par Poul Anderson et publié aux États-Unis en 1960 dans la revue Astounding Science Fiction.

## Présentation de l'œuvre
Le roman décrit de manière humoristique les conséquences inattendues d'une rencontre entre une civilisation extraterrestre avancée techniquement, impérialiste mais décadente avec des Anglais du XIVe siècle, belliqueux et en complet décalage technologique.

## Résumé
Un vaisseau explorateur d'une civilisation extraterrestre se pose sur Terre en 1345, aux portes d'un petit village du Lincolnshire en Angleterre. N'écoutant que son courage, Roger de Tourneville, seigneur normand de la ville d'Ansby, décide de passer à l'attaque. Pris d'assaut frontalement, les petits hommes bleus composant l'équipage ne font pas le poids contre des chevaliers en armures lourdes et des arbalétriers puissamment équipés.
Le vaisseau sous contrôle, les Anglais (alors encore catholiques) décident de l'utiliser pour se transporter avec armes, bagages, famille et animaux domestiques directement en Palestine pour la croisade qu'ils préparaient. Mais l'extraterrestre rescapé chargé de les conduire à bon port les berne en les ramenant en mode automatique vers son monde d'origine, la planète Tharixan, à quelques années-lumière de là.
Le roman décrit ensuite la confrontation entre les Anglais, rusés et combatifs, et les extraterrestres, empêtrés dans leur civilisation matérialiste et mécaniste à outrance, ayant perdu le sens de l'improvisation et ne sachant faire face à cette irruption de barbarie. Remportant victoire sur victoire, Roger de Tourneville finira par fonder un nouvel empire rattaché à la couronne d'Angleterre, du moins en théorie.

## Critique
Ce roman est considéré comme un grand classique de la science-fiction dans l'ouvrage d'Annick Beguin, Les 100 principaux titres de la science-fiction, éd. Cosmos 2000, 1981.

## Adaptation cinématographique
Le roman fut adapté pour le grand écran en 1994 par les cinéastes allemands Klaus Knoesel et Holger Neuhäuser sous le titre High Crusade, Frikassee im Weltraum. Si la production du film est allemande (Centropolis Film Production), la distribution est anglo-américaine, avec Rick Overton dans le rôle de Roger de Tourneville et Debbie Lee Carrington dans celui du guide extraterrestre des croisés. La version française du film, intitulée Les Croisés de l'Espace, fut distribuée en VHS par Imatim et en DVD par One Plus One. 